# اندیس علی آبادکتول
علی آبادکتول یک اندیس غیرفلزی است که در حوالی شهر علی آباد استان گلستان قرار دارد و مادهٔ معدنی موجود در آن، بوکسیت است.سنگ میزبان این اندیس دولومیت وکنگلومرا است و دیرینگی آن به دوران تریاس وژوراسیک می‌رسد. در این اندیس، پاراژنز‌های بوهمیت،شاموزیت یافت می‌شوند.